# Pokémon Rumble World
Pokémon Rumble World (みんなのポケモンスクランブル Minna no Pokémon Sukuranburu?) es un videojuego de acción desarrollado por Ambrella y publicado por Nintendo y The Pokémon Company para la Nintendo 3DS. Es el cuarto juego de la serie Pokémon Rumble, y presenta versiones de juguete de al menos 719 criaturas de las primeras seis generaciones. El juego fue lanzado por primera vez en todo el mundo como un título gratuito de descarga digital para Nintendo eShop el 8 de abril de 2015, con versiones físicas disponibles en Japón el mes de noviembre del mismo año, Europa en enero de 2016 y América del Norte en abril de 2016.

## Desarrollo
La primera mención de Pokémon Rumble World apareció en la entrada del juego en el sitio web Australiano de clasificación de contenido en marzo de 2015.  Fue anunciado oficialmente dos semanas más tarde por Nintendo en un Nintendo Direct del 1 de abril de 2015 junto con una fecha de lanzamiento mundial fijada para la semana siguiente en la Nintendo eShop.

## Recepción
El juego recibió principalmente reseñas mixtas y positivas de parte de los críticos.

## Enlaces relacionados
- Pokémon
- Pokémon Rumble

- Datos: Q19772376